# Benčime
Il Benčime (in russo Бенчиме?; in lingua sacha: Бэйэнчимэ) è un fiume della Russia, affluente di sinistra dell'Olenëk, che scorre nella parte settentrionale della Siberia Orientale, nel Bulunskij ulus della Sacha (Jacuzia).
Nasce e scorre nella sezione orientale del bassopiano della Siberia settentrionale, in una zona remota e pressoché spopolata, prima di sfociare nel basso corso dell'Olenëk, a 434 km dalla foce. Il maggiore affluente è il Benčime-Salata (129 km).
Il clima molto rigido causa periodi di congelamento delle acque compresi fra l'inizio di ottobre e la fine di maggio o l'inizio di giugno.